# Dobšiná
Dobšiná é uma cidade da Eslováquia, situada no distrito de Rožňava, na região de Košice. Tem 82,73 km² de área e sua população em 2018 foi estimada em 5.685 habitantes.

## Demografia
| Ano:        | 1994 | 2004   | 2014    | 2024   |
| ----------- | ---- | ------ | ------- | ------ |
| Broj ljudi: | 4695 | 5103   | 5671    | 5169   |
| Razlika:    |      | +8,69% | +11,13% | -8,85% |

| Ano:               | 2023 | 2024   |
| ------------------ | ---- | ------ |
| Número de pessoas: | 5154 | 5169   |
| Diferença:         |      | +0,29% |